# Districtul Prignitz
Districtul Prignitz este un  district rural (în germană Landkreis) în landul Brandenburg, Germania.